# Radžiuliai

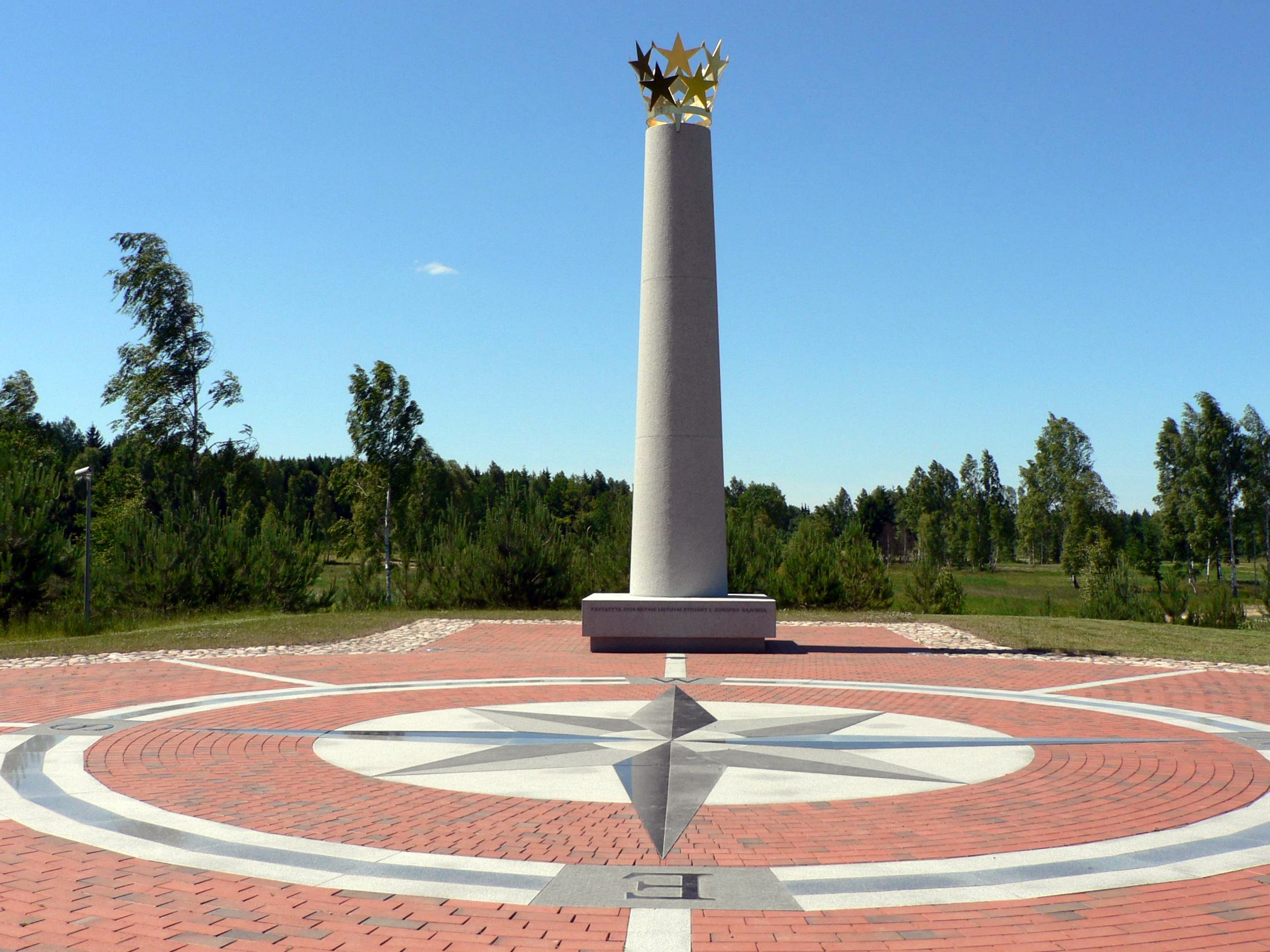
Geografisch middelpunt van Europa, nabij Radžiulai

Radžiulaiai is een dorp in het zuidoosten van Litouwen, circa 30km ten noorden van de hoofdstad Vilnius. Het dorp ligt nabij het Geografisch middelpunt van Europa.

## Verkeer en vervoer
Het dorp wordt ontsloten door de landelijke hoofdweg (80km/uur) A14. Op de bushalte ter hoogte van het dorp rijdt enkele malen per dag een bus tussen Vilnius en Utena.

## Bevolking
In 2011 telde Radžiuliai 46 inwoners
| Inwoners per jaar |        |
| Jaar              | Aantal |
| 2001              | 34     |
| 2011              | 46     |